# リベリアマングース
リベリアマングース（Liberiictis kuhni）は、マングース科リベリアマングース属に分類される食肉類。本種のみでリベリアマングース属を構成する。

## 分布
リベリア
コートジボワールでは1997年に死骸が発見され、ギニア南部にも分布する可能性がある。

## 形態
体長40-50センチメートル。尾長20センチメートル。体高20-25センチメートル。体重2-2.3キログラム。鼻骨が伸長し鼻面が長い。足裏には体毛が無く、皮膚が露出する。胴体背面から尾基部にかけて体毛はやや伸長し鬣状になる。全身の毛衣は黒褐色で、耳介前部や頬、喉に黄褐色の斑紋が入る。頸部側面から肩にかけて淡褐色で縁取られた黒い縦縞が入る。四肢や尾の毛衣は黒い。
歯列は門歯が上下6本、犬歯が上下2本、小臼歯が上下8本、大臼歯が上下4本で計40本。犬歯や臼歯はやや小型で貧弱。四肢は長い。指趾の数は5本。

## 生態
基底が砂で下生えの繁茂した落葉樹林や二次林に生息する。昼行性。小規模な家族群を形成し生活する。
食性は動物食で、昆虫の幼虫やミミズなどを食べる。
繁殖形態は胎生。5-9月に1回に1-3頭の幼獣を産むと考えられている。

## 人間との関係
生息地では食用とされる事もある。
開発による生息地の破壊、食用の乱獲などにより生息数は減少している。1989年に初めて生体がリベリア国外に輸出され、トロント動物園に送られた。